# Ahlenbachermühle
Ahlenbachermühle ist ein Ortsteil in Kürten, Rheinisch-Bergischer Kreis.

## Geschichte
Das Wort Ahlenbach ist die Mundartform von Altenbach, einem aus nördlicher Richtung kommenden Fließgewässer, das kurz vor seiner Einmündung in die Kürtener Sülz die Ahlenbacher Mühle angetrieben hat.
Unter der französischen Verwaltung zwischen 1806 und 1813 wurde das Amt Steinbach aufgelöst und Ahlenbachermühle wurde politisch der Mairie Olpe im Kanton Wipperfürth  im Arrondissement Elberfeld zugeordnet.  1816 wandelten die Preußen die Mairie zur Bürgermeisterei Olpe im Kreis Wipperfürth. Ahlenbachermühle gehörte zu dieser Zeit zum Dorf Olpe, das 1845 zur Gemeinde Olpe wurde.
Der Ort ist auf der Topographischen Aufnahme der Rheinlande von 1824 als Mühle und auf der Preußischen Uraufnahme von 1840 sowie der Preußischen Neuaufnahme von 1892 als Altenbacher Mühle verzeichnet. Danach ist er auf Messtischblättern regelmäßig als Ahlenbacher Mühle bezeichnet.
1822 lebten sieben Menschen im als Mühle gekennzeichneten Ort Ahlenbach. Der Ort war dem Amt Olpe und dem Kirchspiel Kürten zugeordnet. 1830 hatte der Ort sieben Einwohner und wurde mit Mühle Ahlenbach bezeichnet. Er wurde zur Pfarre Kürten gezählt. Der 1845 laut der Uebersicht des Regierungs-Bezirks Cöln als Fruchtmühle und Haus kategorisierte Ort besaß zu dieser Zeit zwei Wohnhäuser. Zu dieser Zeit lebten elf Einwohner im Ahlenbachermühle genannten Ort, davon alle katholischen Bekenntnisses. Der Ort wurde nunmehr zur Pfarre Olpe zugerechnet. Die Gemeinde- und Gutbezirksstatistik der Rheinprovinz führt Ahlenbachermühle 1871 mit einem Wohnhaus und zehn Einwohnern auf. Im Gemeindelexikon für die Provinz Rheinland von 1888 werden zwei Wohnhäuser mit 23 Einwohnern angegeben. 1895 hatte der Ort drei Wohnhäuser und 20 Einwohner, der Ort wurde Altenbachermühle genannt. 1905 besaß der Ort drei Wohnhäuser und 21 Einwohner und gehörte konfessionell zum katholischen Kirchspiel Olpe.
1927 wurden die Bürgermeisterei Olpe in das Amt Olpe überführt. In der Weimarer Republik wurden 1929 die Ämter Kürten mit den Gemeinden Kürten und Bechen und Olpe mit den Gemeinden Olpe und Wipperfeld zum Amt Kürten zusammengelegt. Der Kreis Wipperfürth ging am 1. Oktober 1932 in den Rheinisch-Bergischen Kreis mit Sitz in Bergisch Gladbach auf.
1975 entstand aufgrund des Köln-Gesetzes die heutige Gemeinde Kürten, zu der neben den Ämtern Kürten, Bechen und Olpe ein Teilgebiet der Stadt Bensberg mit Dürscheid und den umliegenden Gebieten kam.

### Die Ahlenbacher Mühle
Die Ahlenbacher Mühle war eine Getreidemühle. In Adressbüchern für die Jahre 1885 bis 1888 werden ein B. P. Welzer als Besitzer genannt. 1911 ist die Mühle im Besitz eines Robert Berger, dessen Beruf als Ackerer, Gastwirt, Müller und Bäcker angegeben wird. 1940 erhielt die Mühle ein neues, aber gebrauchtes Wasserrad aus der Funkenhofmühle im Scherfbachtal eingebaut.
In dem Mühlengebäude ist seit 1895 eine Restauration mit dem Namen Zur Post eingerichtet, weil das Posthaus auf der gegenüber liegenden Straßenseite stand. Die Gaststätte wurde 1936 umbenannt in Zur Mühle. Seit 1936 befindet sich im Mühlengebäude eine Bäckerei. Rechts war das zugehörige Wohnhaus.

### Der Ortsteil
Der Ortsteil Ahlenbachermühle hat seinen Namen von der in der Talsohle liegenden Mühle. Er zieht sich von dort in nördlicher Richtung den Berg hinauf.